# Pirkko Saisio
Pirkko Helena Saisio, (née le 16 avril 1949 à Helsinki) est une écrivaine, actrice et réalisatrice finlandaise.

## Biographie
Pirkko Saisio est née en 1949 à Helsinki. Elle obtient un diplôme de comédienne à la Suomen teatterikoulu (devenue Académie du théâtre) en 1975.
Elle travaille ensuite comme réalisatrice puis en tant que professeur de dramaturgie de 1997 à 2002 à cette Académie du théâtre finlandaise. En 1975, elle publie son premier roman, Elämänmeno qui témoigne de l'effervescence gauchiste dans les années 1970. Elle remporte avec ce premier roman le prix J. H. Erkko . Elle écrit ensuite d'autres romans, des pièces de théâtre et des scénarios, combinant quelquefois des éléments de fiction et d'expériences personnelles,,.

## Production

### Prose
- (fi) Elämänmeno (roman), Kirjayhtymä, 1975 (ISBN 951-26-1117-1)
- (fi) Sisarukset (roman), Kirjayhtymä, 1976 (ISBN 951-26-1251-8)
- (fi) Kadonnut aurinko : kaksinäytöksinen teatteriromaani, Kirjayhtymä, 1979 (ISBN 951-26-1698-X)
- (fi) Betoniyö (roman), Kirjayhtymä, 1981, 170 p. (ISBN 951-26-2136-3)
- (fi) Kainin tytär (roman), Kirjayhtymä, 1984 (ISBN 951-26-2597-0)
- (fi) Exit : lyhytproosaa matkoilta maassa ja mielessä, Kirjayhtymä, 1987 (ISBN 951-26-2602-0)
- (fi) Pienin yhteinen jaettava (roman), WSOY, 1998 (ISBN 951-0-23016-2) En français : Le plus petit dénominateur commun, traduit par Sébastien Cagnoli, Robert Laffont, 2024, 320 p.  (ISBN 978-2-221-26306-8)
- (fi) Vastavalo (roman), WSOY, 2000 (ISBN 951-0-25423-1) En français : À contre-jour, traduit par Sébastien Cagnoli, Robert Laffont, 2024, 320 p.  (ISBN 978-2-221-26307-5)
- (fi) Punainen erokirja, Helsinki, WSOY, 2003, 298 p. (ISBN 951-0-28237-5) En français : Le livre rouge des ruptures, traduit par Sébastien Cagnoli, Robert Laffont, 2025
- (fi) Voimattomuus, WSOY, 2005 (ISBN 951-0-30789-0)
- (fi) Kohtuuttomuus : toisen miehen muistelmat, Siltala, 2008 (ISBN 978-952-234-000-9)
- (fi) Lokikirja : lyhytproosaa, Siltala, 2010 (ISBN 978-952-234-037-5)
- (fi) Signaali, Siltala, 2014 (ISBN 978-952-234-235-5)

#### sous le nom de plume Jukka Larsson
- (fi) Kiusaaja (roman), WSOY, 1986 (ISBN 951-0-13916-5)
- (fi) Viettelijä (roman), WSOY, 1987 (ISBN 951-0-14713-3)
- (fi) Kantaja (roman), WSOY, 1991, 154 p. (ISBN 951-0-17474-2)

#### sous le nom de plume Eva Wein
- (fi) Puolimaailman nainen : lyhytproosaa, Kirjayhtymä, 1990, 97 p. (ISBN 951-26-3474-0)
- (fi) Kulkue : vaellusfresko, Kirjayhtymä, 1992 (ISBN 951-26-3759-6)

### Pièces de théâtre
- Suomi-neito ja kosija (1976), petit livret d’opéra
- Sisarukset (1977), drame
- Juhannushäät (1979), comédie télévisée
- Maailman laidalla (1979), pièce de théâtre
- Betoniyö (1982), drame
- Hävinneiden legenda (1985), pièce de théâtre
- Hissi (1986), pièce de théâtre
- Leonardon ikkunat (1987), comédie télévisée
- Mies ja nainen (1987), pièce de théâtre
- Hernando ja jumalankantajat (1988), pièce de théâtre
- Mutsi, mä diggaan huijaria (1990), miniature musicale
- Voima (1991), spectacle musical
- Yöihminen (1991), miniature musicale
- Törmäys (1992), fresque théâtrale
- Pula-ajan Cats (1993), miniature musicale
- Nyrkkeilijät (1993), comédie télévisée
- Voiton päivä (1994), pièce de théâtre
- Ihana ihminen (1994), pièce de théâtre
- Kabaree Kristiina (1995), série
- Veera, Verotska! (1996), pièce de théâtre
- Toni Tiikeri (1996), comédie télévisée
- Kuuhullut (1997), spectacle musical
- Ihmisiä isompi asia (1997), téléfilm
- Kristiina H, 44, elämäsi on unta (1998), pièce de théâtre
- Tänään on se ilta (2002), comédie télévisée
- Baikalin lapset (2002), pièce de théâtre
- Tunnottomuus (2003), pièce de théâtre
- Virhe (2005), pièce de théâtre
- Sorsastaja (première le 10 mars 2006) , pièce de théâtre
- Kuume (2007), comédie
- HOMO! (2011), pièce de théâtre
- Syvin kerros (2012), pièce de théâtre

### Série télévisuelles
- Elämänmeno  (1976), basé sur Elämänmeno
- Tehdas (2012–)

### Autres
- Leonardo (1991), livret de ballet
- Rakastuneet lapset (1992), spectacle de chants
- Leonardo (1996), livret de ballet
- Tulennielijä (1998), scénario
- Betoniyö (2013), scénario (avec Pirjo Honkasalo)
- Kohtauksia punaisesta jumalasta (2024), livret de ballet (chorégraphie d'Atte Kilpinen)

## Filmographie (comme actrice)
- 1974 : Helsinkiläisrakkautta
- 1978 : Elämänmeno (série TV) : Tepa
- 1979 : Matti Väkevä (TV) : Ulla
- 1986 : Leonardon ikkunat (TV) : Maria / Abbedissa
- 2002 : Kuutamolla : Leila Vaara
- 2009 : Pääministeri (TV) : Tarja Halonen

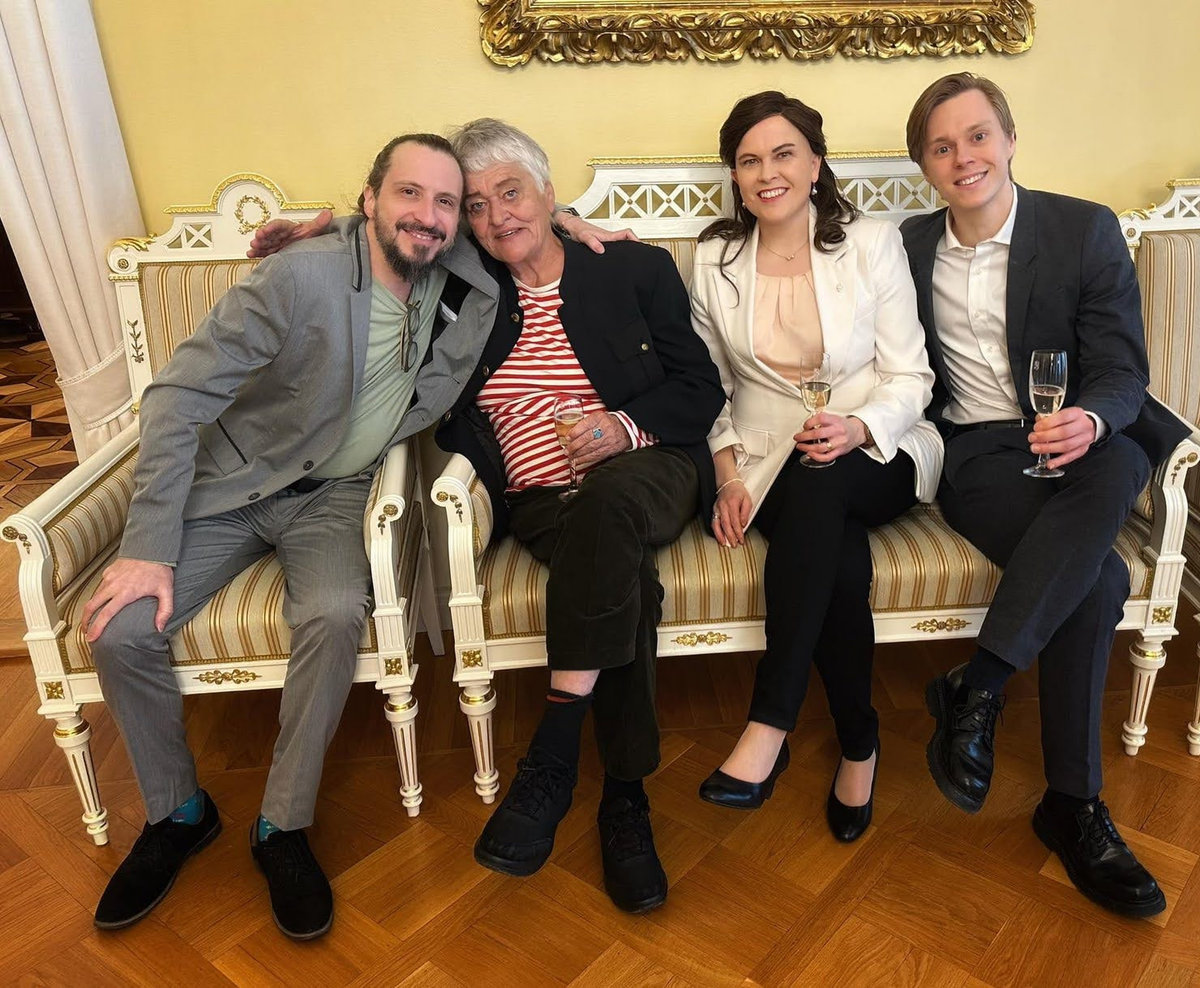
Pirkko Saisio avec son traducteur français Sébastien Cagnoli, la ministre des Sciences et de la Culture de Finlande Mari-Leena Talvitie, ainsi que le danseur-chorégraphe Atte Kilpinen, dans les salons du gouvernement finlandais en 2025.

## Prix et récompenses
- Prix Juhana Heikki Erkko (Elämänmeno) 1975
- Prix de la littérature de l'État finlandais 1985
- Prix Lea  1986 (Hävinneiden legenda), 1994 (Voiton päivä) et 2003 (Tunnottomuus)
- Prix Finlande 2002
- Prix Finlandia 2003 (Punainen erokirja)
- Varjo-Finlandia 2003
- Médaille Pro Finlandia 2007